# اللجنة الدولية لرياضة الصم
اللجنة الدولية لألعاب رياضية الصم. هي لجنة أنشها الفرنسي أوجين روبنز( Eugène Rubens-Alcais) والبلجيكي انطوان(Antoine Dresse) في 16 أغسطس 1924، لتنظيم الألعاب الأولمبية للصم(Deaflympics) كل أربع سنوات، بالتناوب كل سنتين دورة الألعاب الأولمبية الصيفية ودورة الألعاب الأولمبية الشتوية. مقر اللجنة الدولية للألعاب الرياضية للصم حاليا في ولاية ماريلاند، الولايات المتحدة الأمريكية. منذ 25 يوليو 2013 ولمدة أربع سنوات، الرئيس التاسع للجنة لرياضية للصم هو الدكتور الروسي فاليري نيكيتيش.

## البداية
يوجين روبنز ألاكس وأصدقائه نظّموا دورة الألعاب الأولمبية للصم في باريس.. اتسطاع يوجين جلب ثماني دول أخرى لتقام أول دروة للألعاب الأولمبية . باريس هي المقر الأول للجنة الدولية لرياضة الصم. يوجين روبنز- ألاكس، و أنطوان دغاس و صم آخرين أنشئوا اللجنة الدولية لرياضة الصم لتنظيم ألعاب أولمبية . قررت اللجنة الدولية رياضة الصم تحويل 3 ألعاب دولية للصم، أجري في عام 1932، في عام 1931 لأجل فصل الألعاب الأولمبية التي كانت في مجالها في 1932. رياضيي ألعاب القِوى البولونين عيّنوا مكان الدروة في الحدود الألمانية البولونية لسبب سياسية ألمانيا : النازية. في عام 1939، وقَدِم الأمير غوستافوس أدولفوس من السويد إلى دورة الألعاب الأولمبية لرياضة الصم. إنها المرة الأولى التي تستظيف فيها دروة الألعاب الأولمية للصم تمثيل ملكي.

## بعد االحرب
بعد دورة الألعاب الأولمبية الصيفية لعام 1939، بدأت الحرب العالمية الثانية، وبهذا السبب فإن الألعاب الأولمبية الصيفية لم تقام. نظمت اللجنة الدولية للألعاب الرياضية للصم خلال الحرب بسبب السياسة النازية التي تحتل الجزء الأكبر من أوروبا مثل الألعاب الأولمبية التي ليس لها مكان في ظروف الحرب. يؤخذ الألعاب الصيفية عام 1949، واُضيف آخر: في فصل الشتاء 1949 تحت شعار الألعاب الأولمبية الشتوية. يوجين روبنز، أول رئيس للجنة الدولية لرياضة الصم في عام 1924 حتى عام 1953، توفي في 8 مارس 1963 لبضعة أيام قبل افتتاح الألعاب الدولية دورة الألعاب الاولمبية الشتوية للصم. وهذه الألعاب، العَلَم الموجود عالميا لرياضة الصم هو منكس بسبب وفاة يوجين روبنز، مؤسس اللجنة الدولية لرياضة الصم.

## وصلات خارجية
- www.deaflympics.com/icsd.asp